# 行为树
行为树是一种正规的图形化建模语言，主要应用于系统工程和软件工程。行为树使用定义良好的表示法来明确地表示数百甚至数千个自然语言需求，其典型用途是表达大型软件集成系统利益相关者的需求。